# Xã Elyria, Quận Lorain, Ohio
Xã Elyria (tiếng Anh: Elyria Township) là một xã thuộc quận Lorain, tiểu bang Ohio, Hoa Kỳ. Năm 2010, dân số của xã này là 3.266 người.